# Chiesa di San Pietro (Soragna)
La chiesa di San Pietro è un luogo di culto cattolico dalle forme barocche e neoclassiche situato in via Castellina San Pietro 1 a Castellina, frazione di Soragna, in provincia e diocesi di Parma; è sussidiaria della parrocchiale dell'Annunciazione e di San Pietro di Castellina e fa parte della zona pastorale della Bassa.

## Storia
Il luogo di culto, appartenente originariamente alla diocesi di Fidenza, fu edificato in epoca medievale; la prima testimonianza della sua esistenza risale al 1226.
Nel 1681 la chiesa, all'epoca decorata internamente con affreschi, fu profondamente modificata in stile barocco, sostituendo la copertura in legno con una volta a botte lunettata, costruendo la seconda cappella laterale e completando il campanile.
Nel 1706 fu aggiunto il nuovo altare maggiore in cotto e stucco.
Nel 1761 il luogo di culto fu risistemato col rifacimento del tetto, mentre nel 1785 fu edificata la sagrestia.
Nel 1809 il prospetto principale fu modificato con l'eliminazione del protiro, mentre nel 1883 fu completamente ricostruita la facciata in stile neoclassico, su progetto dell'ingegner Ferdinando Belli.
Agli inizi del XX secolo gli interni furono restaurati, sostituendo anche la pavimentazione; inoltre, nel 1919 il campanile fu ricostruito completamente.
Il 24 aprile del 1948 la chiesa fu annessa alla diocesi di Parma.
Il 9 novembre del 1983 un terremoto causò vari danni all'edificio, che tra il 1984 e il 1985 fu restaurato e consolidato strutturalmente.
Tra il 2008 e il 2009 il tetto del luogo di culto fu completamente risistemato.

## Descrizione

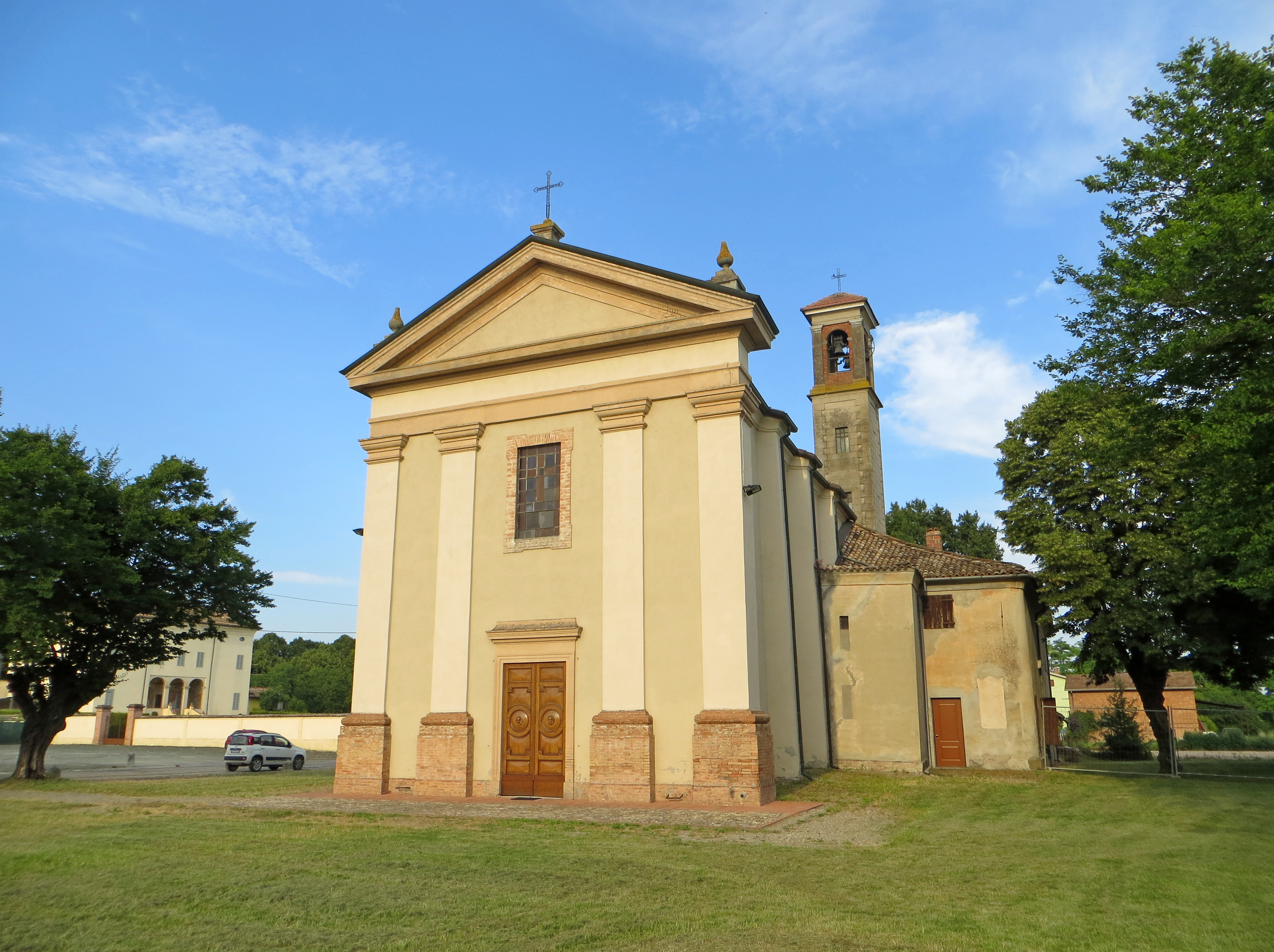
Facciata e lato sud

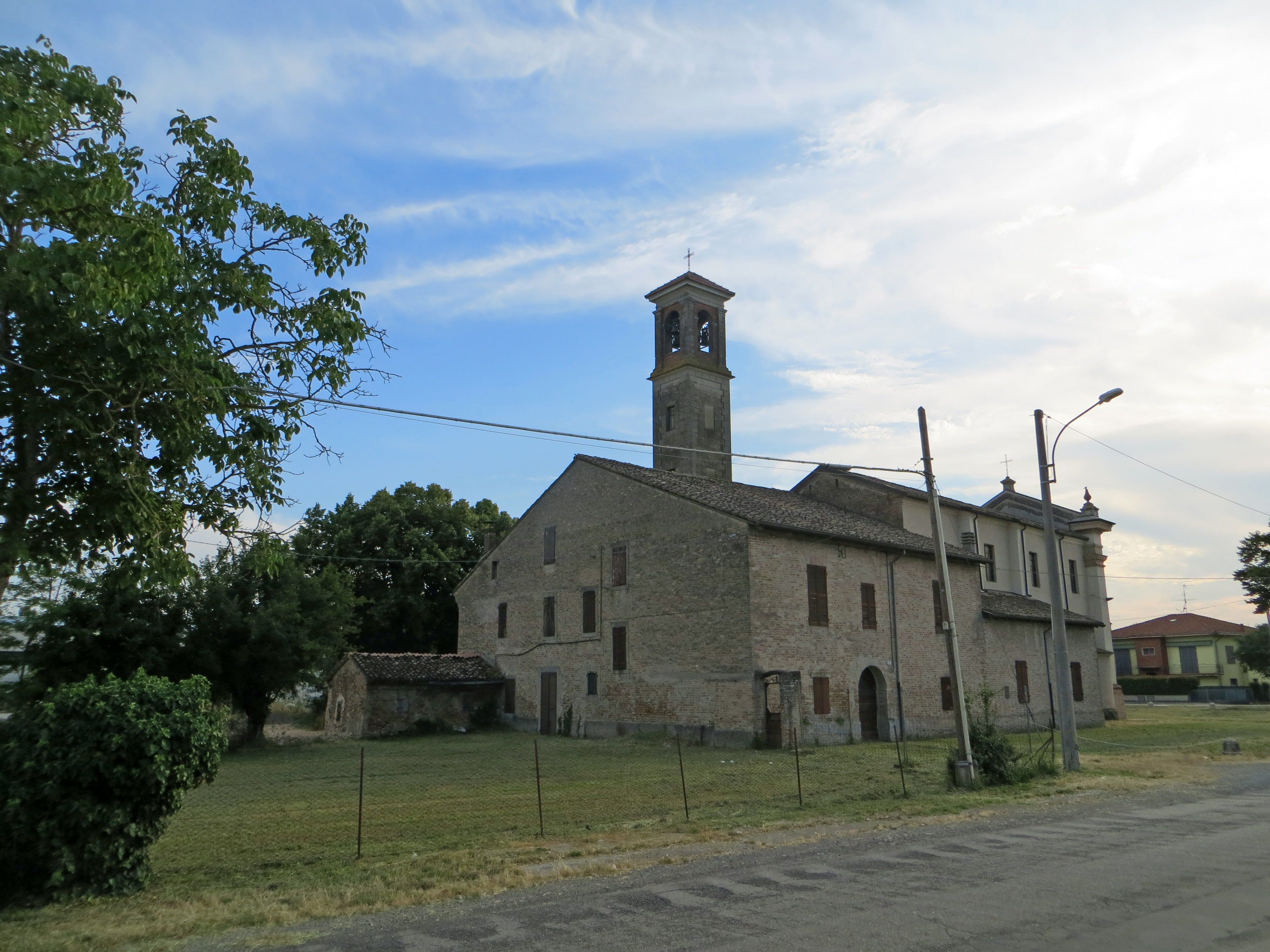
Retro e lato nord

La chiesa si sviluppa su un impianto a navata unica affiancata da una cappella su ogni lato, con ingresso a ovest e presbiterio a est.
La simmetrica facciata a capanna, intonacata, è scandita verticalmente in tre parti da quattro lesene elevate su alti basamenti in laterizio e coronate da capitelli dorici; al centro è collocato il portale d'accesso delimitato da una cornice scanalata in marmo rosso e sormontato da un architrave in rilievo; più in alto si apre un finestrone rettangolare con cornice mistilinea in mattoni; in sommità si staglia il frontone triangolare con cornice aggettante in laterizio, sovrastata da due vasi alle estremità.
I fianchi sono suddivisi da paraste; sul retro emerge dalla canonica l'esile campanile, decorato in finto bugnato sugli spigoli; la cella campanaria si affaccia sui quattro lati attraverso monofore ad arco a tutto sesto.
All'interno la navata, coperta da una volta a botte lunettata, è affiancata da una serie di lesene coronate da capitelli dorici, a sostegno del cornicione perimetrale ornato, a intervalli regolari, con teste di angioletti in stucco; attraverso due ampie arcate a tutto sesto si aprono le cappelle laterali voltate a botte, contenenti gli altari con ancone barocche.
Il presbiterio, lievemente sopraelevato, è coperto da una volta a crociera ornata con affreschi raffiguranti elementi e simboli sacri; al centro si innalza l'altare maggiore, sormontato dalla pala barocca in legno intagliato e dorato risalente agli inizi del XVIII secolo; al suo interno è collocata una statua lignea dipinta rappresentante San Pietro Apostolo.